# Scolecobrotus
Scolecobrotus is een kevergeslacht uit de familie van de boktorren (Cerambycidae). De wetenschappelijke naam van het geslacht werd voor het eerst geldig gepubliceerd in 1833 door Hope.

## Soorten
Scolecobrotus omvat de volgende soorten:
- Scolecobrotus bimaculatus Lea, 1916
- Scolecobrotus simplex Blackburn, 1889
- Scolecobrotus uniformis Lea, 1916
- Scolecobrotus validus Blackburn, 1894
- Scolecobrotus variegatus Blackburn, 1889
- Scolecobrotus westwoodii Hope, 1833